# Chikyu Rupes
La Chikyu Rupes è una struttura geologica della superficie di Mercurio.